# Histoire de la cuisine japonaise

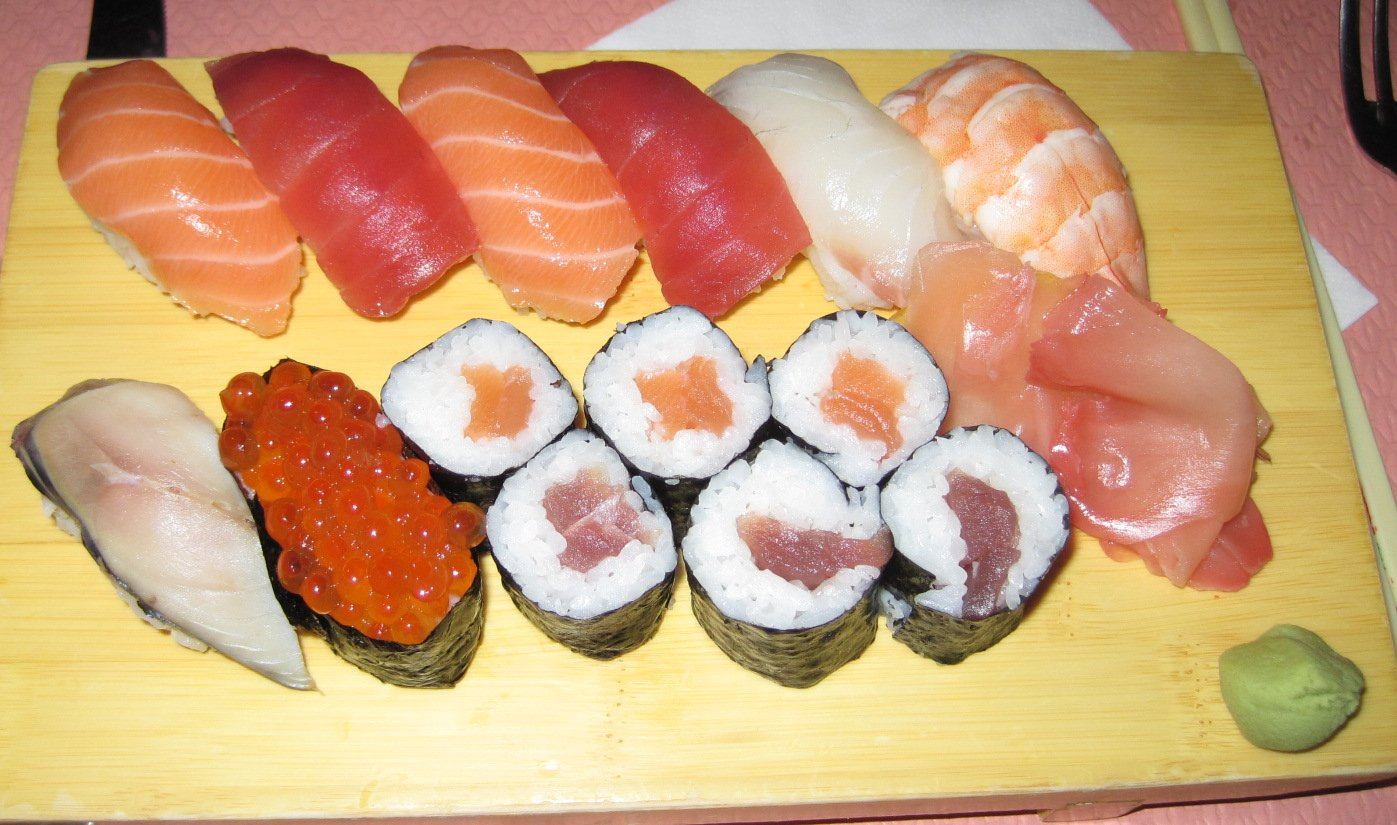
Les sushis, l'un des emblèmes de la cuisine japonaise.

De par la nature même de l'archipel japonais, composé de nombreuses îles et s'étendant sur plus de 3 500 km, la cuisine japonaise est avant tout une cuisine de région (voire locale), où certains principes majeurs se déclinent au gré des goûts et des ingrédients locaux à disposition. Il en résulte une très grande diversité de plats. Cependant, ces cuisines ont été progressivement marquées à la fois par des évolutions communes du mode de consommation dans tout le pays et par des innovations étrangères (nouveaux ingrédients, nouvelles techniques culinaires) rapidement acceptées, diffusées et adaptées partout dans le pays.

## Origines

### Époque Jōmon (-14000 - -400)

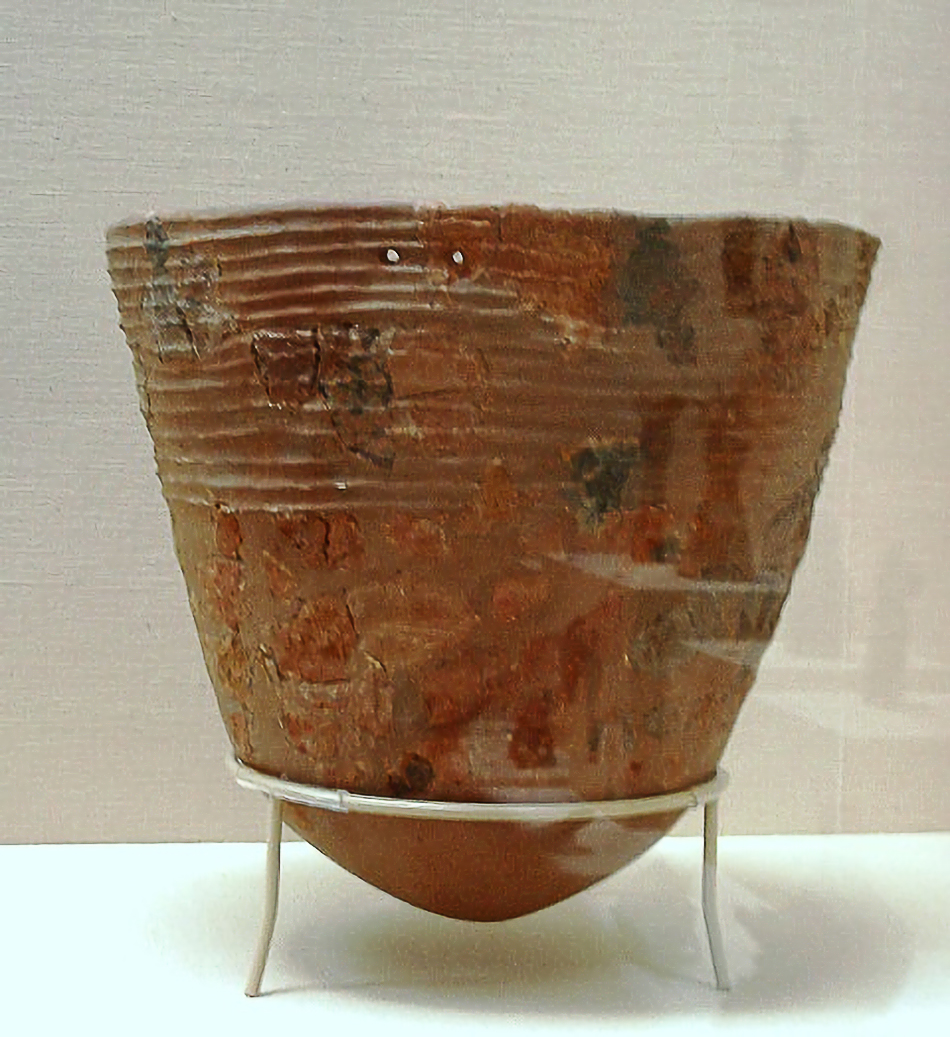
Poterie Jōmon (14,000-8000 av. J.-C.) au Musée national de Tokyo.

La période Jōmon correspond à la protohistoire japonaise. Pendant cette période, l'alimentation au Japon a progressivement évolué en mutant de l'alimentation classique des chasseurs-cueilleurs nomades à celle de peuples sédentaires maîtrisant l'agriculture et la cuisson.
Dans la préhistoire japonaise, les Jōmon habitant le Japon étaient essentiellement des chasseurs-cueilleurs semi-sédentaires. Les Jōmon disposent sur ces îles d'une grande diversité de ressources naturelles dans tous les biotopes de leur archipel : au printemps et au début de l'été, les espèces de poissons de haute mer (thons et bonites) et les mammifères marins sont pêchés, alors qu'ils s'approchent des côtes pour se reproduire. Le saumon et les autres espèces marines ramenées par le courant Oyashio sont aussi pêchés. Au bord de la mer du Japon comme du Pacifique, de nombreux amas coquilliers témoignent de la présence forte dans l'alimentation de crustacés et fruits de mer. La pêche de rivière ainsi que la chasse sont pratiquées.
À la fin de l'automne et pendant tout l'hiver, les daims et les sangliers sont chassés, mais aussi l'ours, le cerf et le lièvre. Beaucoup d'essences d'arbres locales fournissent de grandes quantités de nourriture pour les humains et les animaux. En automne, les fruits et les graines sont prêts à être cueillis, et la récolte de châtaignes, noix, noisettes et glands est stockée dans de nombreux silos souterrains. Les ignames et autres plantes sauvages viennent compléter l'alimentation. Si les techniques agricoles ne sont pas encore attestées, on constate le développement progressif d'une culture de certains types de plantes comme la courge, la noisette, et le millet. 
Il existe des preuves que le soja était déjà présent au Japon et probablement cultivé durant l'époque Jōmon, des variations dans la taille des graines significatives indiquant une sélection par la main de l'homme, probablement en de multiples endroits en Corée, en Chine et au Japon, avant -5000, et en grande quantité à partir de -3000. 
Les premières preuves de cuisson proviennent des poteries. Elles étaient pour la plupart d'assez petits bols à fond rond de 10-50 cm de haut utilisés pour faire bouillir les aliments et les stocker. Certaines remontent au XIVe millénaire av. J.-C.,,.
Les premières poteries Jōmon se déclinent tout au long de l'archipel ; les archéologues dénombrent 70 styles différents et d'autant plus de sous-styles,,. Si les premières poteries sont de taille réduite pour pouvoir être transportées facilement, la taille des pièces de poterie augmente progressivement et leur style se diversifie, témoignant de la sédentarisation progressive de ces peuples.
Après -1500, le climat refroidissant, la population réduit dramatiquement. Par rapport à la période précédente, peu de sites prouvent une présence humaine après -1500. À partir de -900, de nouveaux arrivants venant de la péninsule coréenne s'installent dans l'ouest du Kyūshū. Ces nouvelles populations amènent avec elles de nouvelles techniques et de nouveaux ingrédients : la culture du riz, la maitrise du bronze, du fer et une poterie similaire à celle de la culture Mumun. Pendant un millier d'années, les deux populations coexistent. La nouvelle agriculture est appelée yayoi, d'après le nom d'un site proche de Tokyo, correspondant à une nouvelle période de l'histoire du Japon (en dehors d'Hokkaido, la culture Jōmon subsistant là-bas sous le nom de zoku-Jōmon (post-Jōmon) ou Epi-Jōmon. La culture zoku-Jōmon fut elle-même remplacée par la culture Satsumon aux alentours du VIIe siècle.

### Yayoi (-400 - 250)

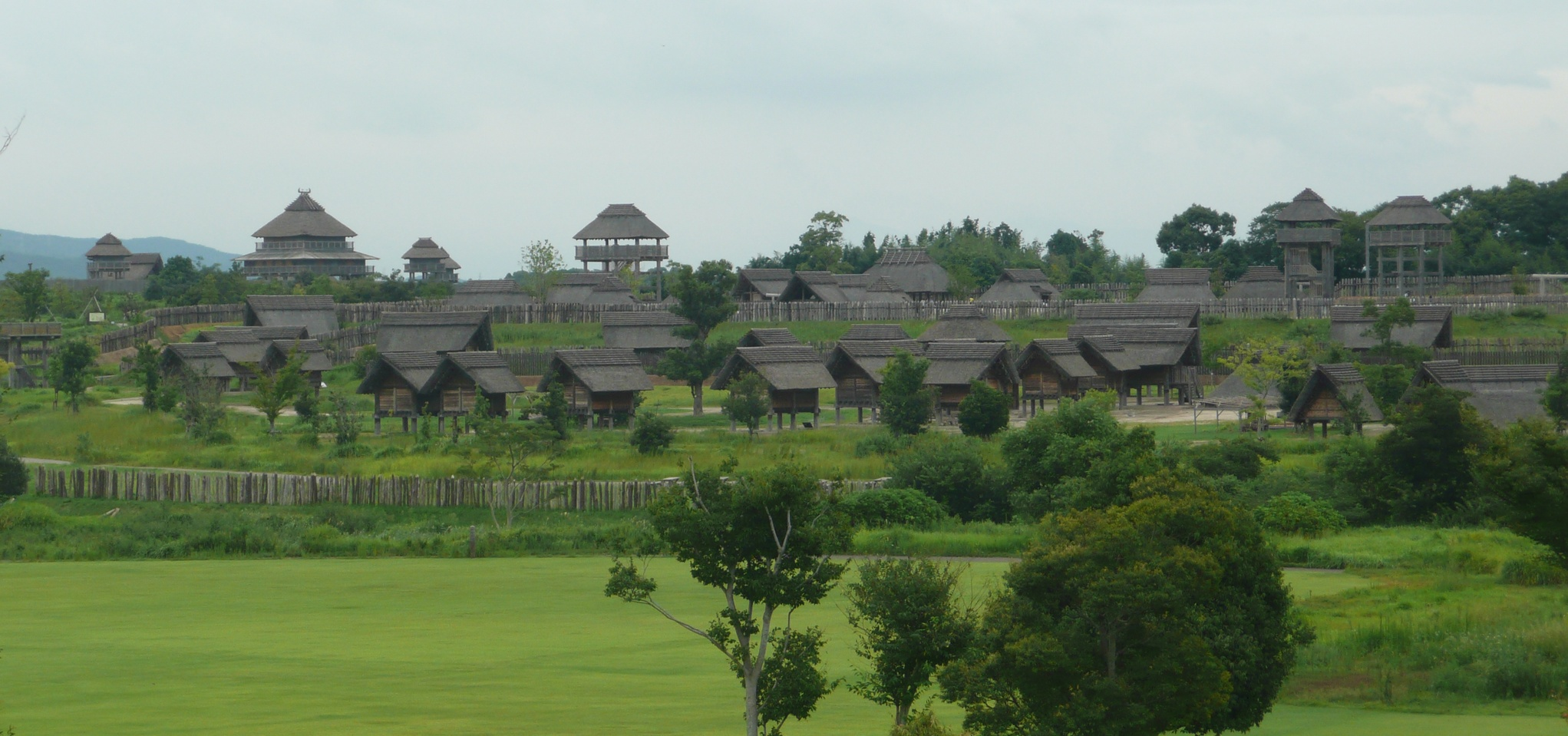
Reconstitution du village yayoi du site de Yoshinogari dans la préfecture de Saga, Kyūshū.

Durant cette période, outre la riziculture, les Japonais cultivaient aussi le blé, l'orge, le millet, le sarrasin et le soja. L'alimentation est décrite pour la première fois : légumes crus, riz, poissons dégustés sans ustensiles. L'alcool est consommé lors de fêtes, et le premier chef japonais connu apparaît.
Les écrits les plus anciens à propos du Japon sont des écrits chinois de cette période. Wa (倭) — la prononciation japonaise d'un des premiers noms chinois donné au Japon — est pour la première fois mentionnée en 57. Les anciens historiens chinois décrivirent Wa comme un pays parsemé de centaines de communautés tribales, et non la terre unifiée déclarée dans le Nihongi qui donne au Japon une date de fondation de -660. Les sources chinoises du IIIe siècle rapportent que les gens de Wa vivaient de légumes crus, de riz et de poissons servis sur des plateaux de bois et de bambou (takatsuki), qu'ils avaient des greniers et des marchés provinciaux, et mangeaient avec les mains, les baguettes n'étant pas encore présentes.
Dans une histoire écrite dans le Kojiki, le Takahashi ujibumi et le Nihon shoki, l'empereur Keikō nomme Iwakamutsukari no Mikoto, chef de la cour impériale, ayant beaucoup apprécié un plat mêlant bonite et palourde. Il est considéré de nos jours comme le fondateur de la culture de l'assaisonnement japonais. À cette époque, qui précède l'apparition de la sauce soja, l'assaisonnement était principalement constitué de sel et de vinaigre.

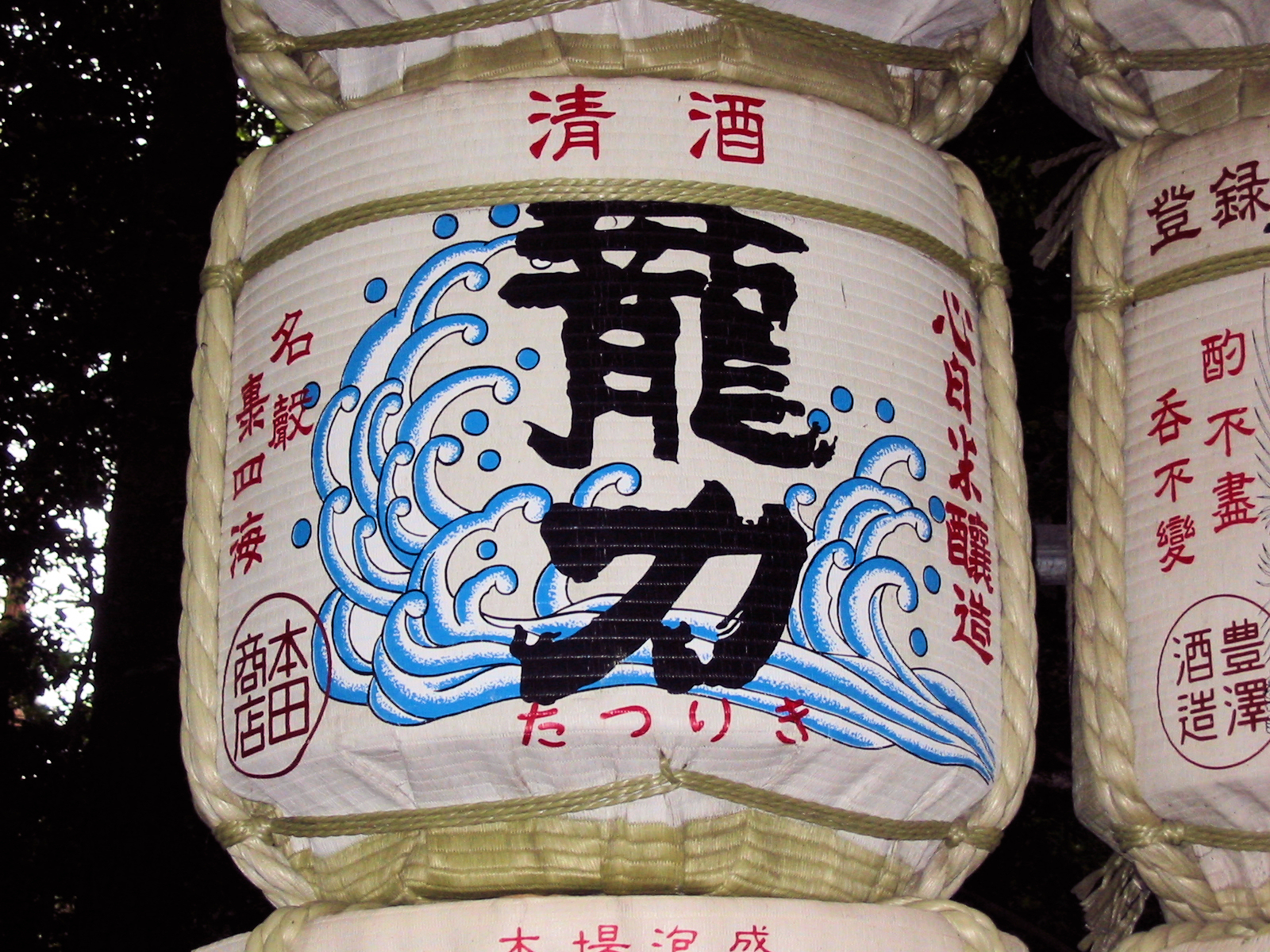
Baril de saké en offrande au temple Meiji à Tokyo.

La première mention de la consommation d'alcool au Japon figure dans le livre de Wei, les Chroniques des Trois Royaumes. Ce texte du IIIe siècle décrit des Japonais buvant et dansant. Selon certains, la fabrication du saké de riz aurait été introduite de Chine au Japon peu après la riziculture, se propageant d'ouest en est à partir de Kyūshū et Kinki. L'inoculation du ferment était des plus primitives, dite kuchikami (口噛み, « mâché dans la bouche »), les céréales cuites étant saccharifiées par la salive, et la fabrication du saké se disait kamosu, dérivé du verbe kamu (« mâcher », « mordre »). Cependant, l'apparition de méthodes de fabrication du saké telles que celles persistantes aujourd'hui n'aura pas lieu avant le XIIe siècle. La confirmation de la présence du saké peut se trouver dans le Kojiki, la première histoire japonaise, qui a été réalisée en 712.

### Période Yamato (250-710)
La période Yamato est le théâtre de nombreuses migrations coréennes et chinoises, introduisant le confucianisme et le bouddhisme, ce qui déclencha le premier décret interdisant la consommation de viande. Des ingrédients classiques comme la sauce de soja viennent des échanges avec les nations voisines ; le saké devient de plus en plus courant. Les informations sont rares sur les pratiques culinaires de cette époque. Il est cependant à noter que de fortes vagues d'immigration chinoise (au Ve siècle) et coréenne (au IVe siècle) peuvent avoir eu un impact significatif.
L'introduction du bouddhisme au Japon est attribué au roi Baekje Seong en 538. Le clan Soga, une famille de la cour qui a accompagné l'ascension de l'empereur Kinmei vers 531, a poussé à l'adoption du bouddhisme et d'un modèle culturel confucianiste chinois, mais rencontra une forte opposition du clan Nakatomi, responsable des rituels shinto à la cour, ainsi que du clan Mononobe.
Pendant plus d'un siècle, des guerres d'influences se sont déroulées pour lutter contre le bouddhisme. Cependant, en 675, l'utilisation du bétail et la consommation d'animaux sauvages (cheval, vache, chien, singe, oiseau) fut bannie par l'empereur Temmu pour respecter les règles du bouddhisme. La consommation de nuisibles, de daims et de sangliers n'était pas interdite. Cette interdiction a été renouvelée pendant toute la période Asuka, mais prit fin à la période Heian. On peut voir dans cette interdiction les prémices du shojin ryori qui n'a été répandu qu'à partir du XIIIe siècle.
Le saké, fait de riz, d'eau, et de moisissure kōji (麹, Aspergillus oryzae), de très faible degré, devient l'alcool prédominant. La sauce soja, originaire de Chine, trouve son origine d'une pâte nommée hishio, d'abord faite de marinade de viandes et de poissons, puis de graines de soja et de farine. Elle est introduite au Japon pendant la période de Fujiwara (694-710).

## Cuisine traditionnelle
La cuisine japonaise peut être définie strictement comme la cuisine traditionnelle du Japon, appelée en japonais nihon ryōri (日本料理) ou washoku (和食) précédant l'ère Meiji qui verra l'introduction de recettes et techniques de cuisine venues d'Europe.

### Époque de Nara (710-794)
L'époque de Nara amène de nombreux changements : la maîtrise de la fermentation croît, et des ingrédients comme le pain et le natto sont introduits. Les assaisonnements auparavant réduits au vinaigre et au sel se trouvent supplantés par les ancêtres des assaisonnements classiques que sont le miso, le hishio (l'ancêtre de la sauce soja), et le shi.
La fermentation est un processus essentiel pour la préparation de bien des ingrédients de la cuisine japonaise (pour ne citer que les plus célèbres : miso, saké, sauce soja, vinaigre de riz, mirin, tsukemono, natto, katsuobushi, kusaya (en)). Si certains processus comme la fabrication sont connus, la fermentation reste un processus dépendant de la maîtrise du champignon utilisé pour la fermentation. Les preuves d'un début de cette maîtrise apparaissent, comme le temple Kin-jinja de la préfecture de Shiga, dédié au champignon utilisé pour la production de narezushi.
Dans ce type le plus primitif de sushi, le poisson était salé et enrobé dans du riz fermenté. Le nare-zushi était constitué d'un poisson éviscéré et pouvait être stocké pendant des mois, le riz fermenté préservant le poisson de la pourriture. Au moment de le manger, le riz fermenté était jeté et seul le poisson était consommé. Ce type de sushi était une source de protéines importante pour les Japonais. Les processus de fermentation seront maîtrisés petit à petit.

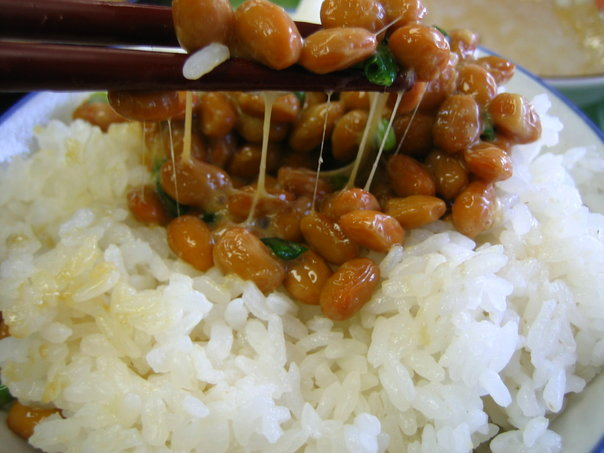
Natto sur du riz.

Le natto, maintenant ingrédient générique du régime japonais, est introduit sous ses deux versions les plus répandues (itohiki-natto et shiokara-natto) pendant la période Nara par un moine bouddhiste. Sa consommation sera favorisée par la diffusion progressive des pratiques végétariennes bouddhistes.

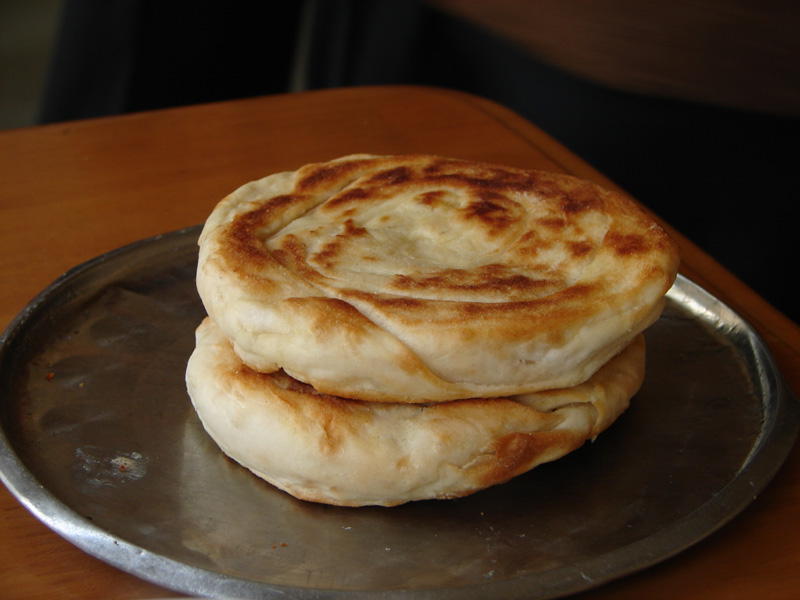
Jian bing guo zi, crêpes chinoises.

Les Japonais rapportent de Chine le bing, un pain non levé chinois qui s'apparente à la galette française, à la suite de contacts avec les dynasties chinoises Sui (581-618) et Tang (618-907). On trouve la preuve que le miso, l'hishio (l'ancêtre de la sauce soja, une pâte faite à partir de soja), et le shi (des pépites de soja) occupent une place très importante dans l'assaisonnement japonais, une partie du code Yōrō, une forme de code réglant la vie du Japon ancien leur étant consacré et stipulant comment les utiliser. À la cour impériale, deux chefs étaient responsables de la production de ces trois ingrédients qui étaient aussi très répandus parmi le peuple japonais.
Le so (蘇) était un type de produit laitier fabriqué au Japon entre le VIIe et le Xe siècle. La méthode de préparation de ce plat est notée dans le Engishiki puisque le so pouvait officiellement servir de cadeau pour l'empereur. Le daigo, un autre produit laitier du Japon ancien, était fait à partir du so.

### Époque Heian (794-1185)
L'époque Heian voit l'apparition des baguettes et l'introduction de mets majeurs de la cuisine japonaise, le tofu et les nouilles. La codification des règles de consommation est en cours : les cérémonies ou rites liés au saké se développent à la cour impériale, et l'on voit apparaître l'osechi ryōri, qui codifie les banquets. Au départ réservées aux usages rituels et religieux, les baguettes introduites de Chine en même temps que le confucianisme commencent à être utilisées pour l'alimentation quotidienne et se répandent parmi le peuple, comme en témoigne le développement du commerce des baguettes au Japon.
Au Japon, l'histoire populaire veut que le tofu soit venu de Chine, apporté par le moine bouddhiste Kanshin (鉴真), en 754 ou selon une autre version, par le moine zen Ingen, qui l'aurait introduit en 1654. Plutôt que de répéter l'opinion dominante, Shinoda Osamu entreprit une étude des textes japonais anciens,. Les mentions les plus anciennes du tofu qu'il repéra se trouvent dans un menu impérial datant de 1183 puis dans la lettre d'un moine en 1239. À partir du XIVe siècle, le nombre d'occurrences augmente rapidement. Les graphies utilisées sont variables (唐腐, 唐布), prononcés toutes les deux « tofu » ou 毛立, etc. La graphie 豆腐 n'apparaît qu'en 1489. Shinoda remarque aussi que les temples bouddhistes ont joué un rôle important dans la fabrication et la diffusion du tofu. L'obligation de ne pas consommer de viande contraignait les moines à chercher des plats végétariens et nourrissants, en substitution aux protéines animales.
On peut donc supposer avec Huang, que le tofu vint probablement au Japon à la fin des Tang ou sous les Song. Il fut vraisemblablement apporté par des moines bouddhistes à une époque où les échanges culturels entre les deux pays étaient intenses. C'est aussi à cette époque, qu'il fut transmis à la Corée. La technique de fabrication japonaise du tofu évolua différemment qu'en Chine. Les tofus y sont plus tendres, plus clairs et développent une saveur plus fine qu'en Chine.

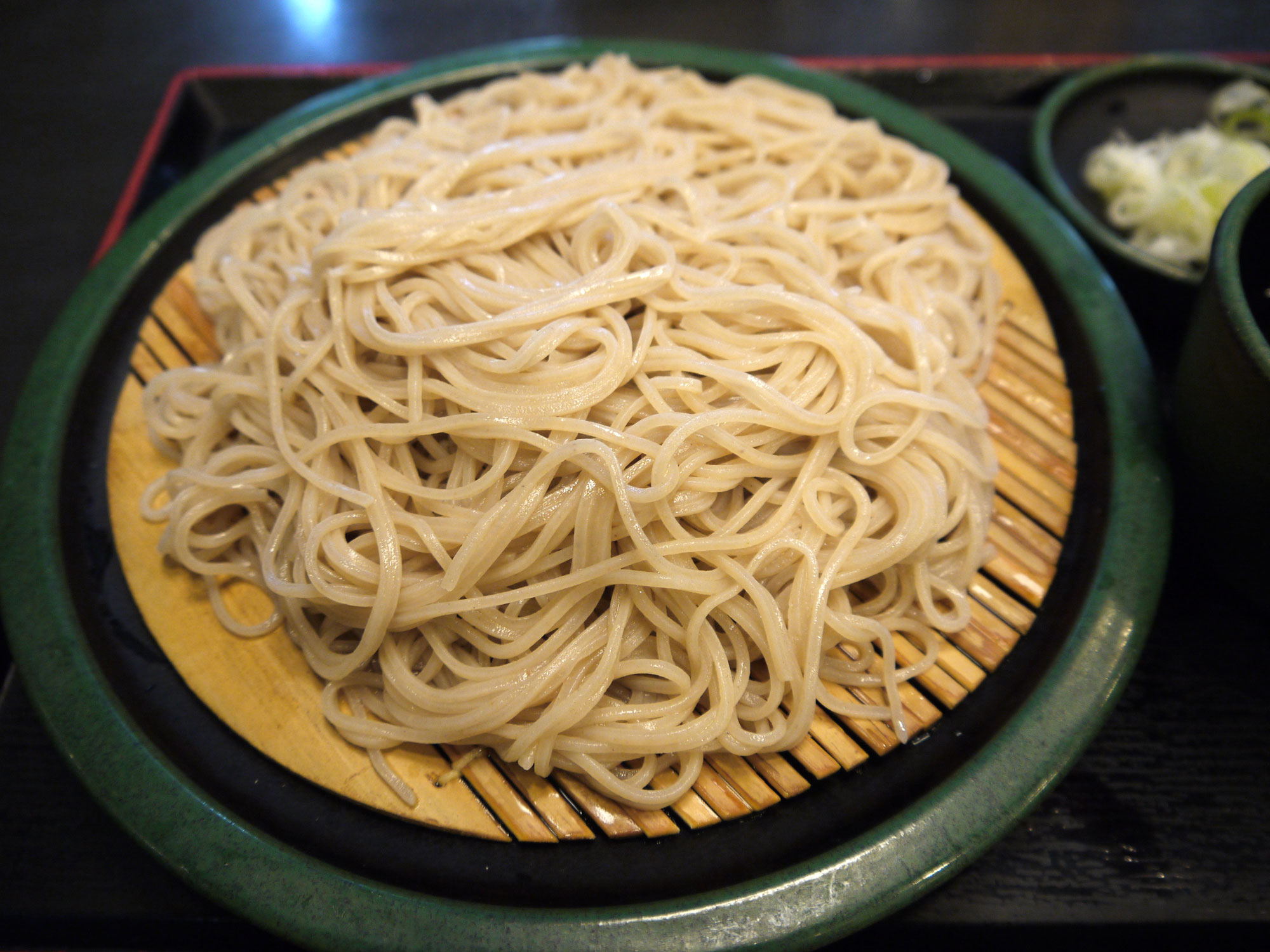
Zaru-soba.

L'introduction des nouilles en provenance de Chine se fait par l'intermédiaire de moines bouddhistes qui les ont importées de la dynastie Song (1127-1279) sur une période commençant à la fin de la période Heian (1185) jusqu'au début de l'époque Kamakura (1185-1333). Les moines introduisirent toute la culture liée à la production de farine, et des objets qui y sont intimement liés comme la meule à grains. Un livre, le Kyoka hitsuyo jirui zenshu, réalisé vers 1279, donne une liste des recettes importées par un de ces prêtres, Eisai (1141-1215), fondateur de l’école Rinzai du bouddhisme zen, à savoir : suikamen, sōmen, tettaimen, koshimen, suiromen et des pâtes dites konton destinées à être fourrées.
Durant l'époque Heian, le saké est utilisé lors de cérémonies religieuses, de festivals à la cour, ou encore lors de jeux à boire. Le terme ryōri désigne un type de repas, et par extension un type de cuisine pour le préparer. La codification du osechi ryōri est définie pour la première fois : c'est une cuisine de banquet, de multiples plats étant à disposition des invités. C'est l'ancêtre direct des osechi servis au début de l'année au Japon.

### Période féodale (1185-1603)
La période féodale voit la maturation des techniques de préparation des ingrédients, des rites liés à la cuisine et la codification des modes de consommation. La fermentation est maîtrisée, la découpe devient un art, les nouilles sous leur forme actuelle font leur apparition et le honzen ryōri et le shojin ryōri définissent chacun un style de repas particulier. Tardivement, des jésuites portugais introduisent des recettes qui sont adaptées aux goûts locaux et deviennent des incontournables de la cuisine japonaise, comme les tenpuras ou le tonkatsu.
Entre la fin de l'époque de Heian et le début de l'époque Kamakura, la production de kōji, source de fermentation de la plupart des produits fermentés japonais encore utilisée de nos jours, est enfin maîtrisée. La production peut alors devenir une production de masse et permet la diffusion de ses produits et en facilite l'accès.
Les nouilles udon sont citées pour la première fois dans un document, le Kagen-ki, le 7 juillet 1347, sous le nom d'uton. La première mention des nouilles soba dans le Onryo-ken nichiroku, le 12 octobre 1438. Les nouilles connues de nos jours au Japon sont légèrement différentes de ces versions. Les nouilles prendront leur forme actuelle pendant l'ère Eiroku (1558-1570).

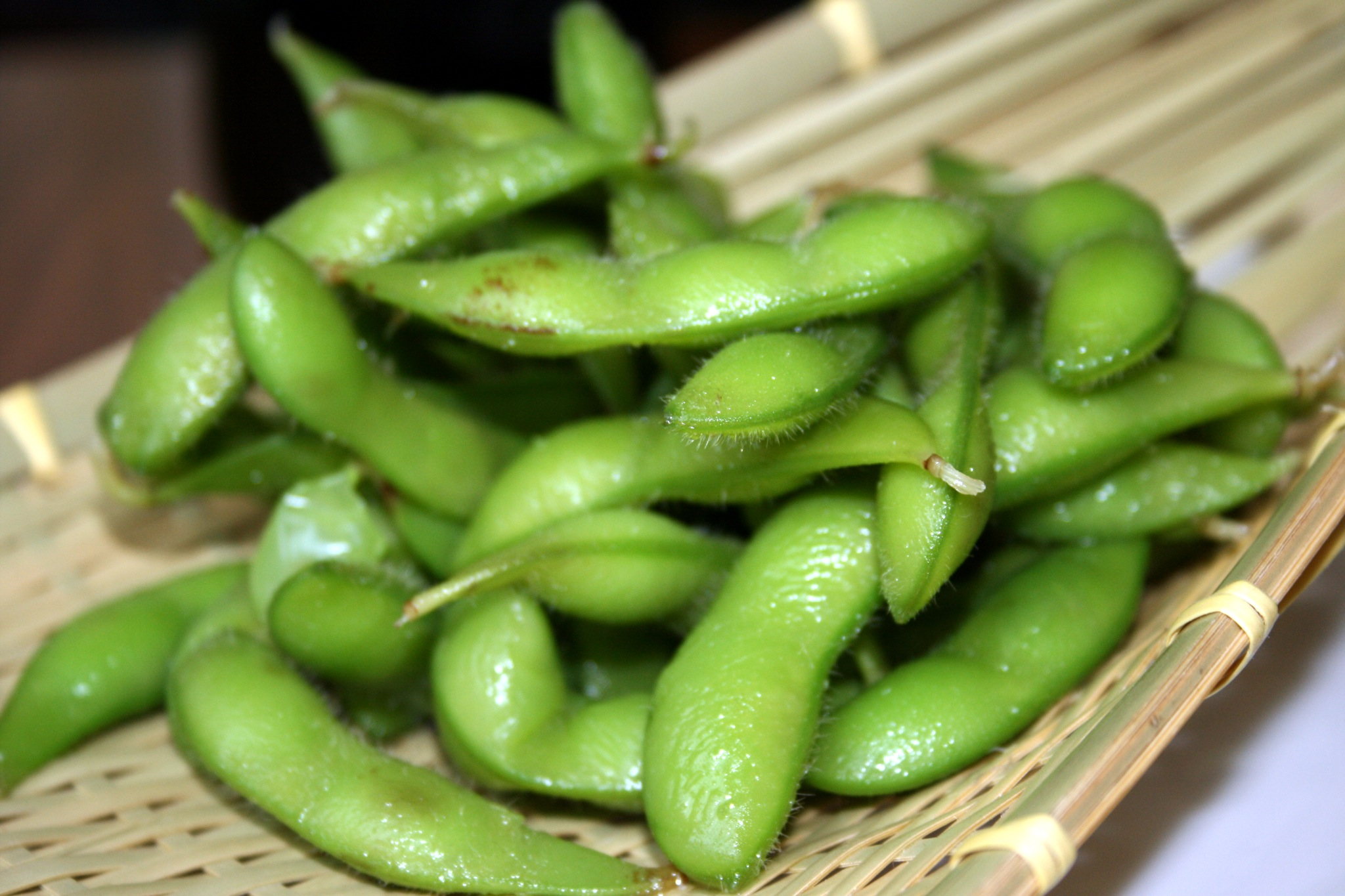
Bol dedamame.

Le premier document faisant référence à l'edamame date de 1275, quand un célèbre moine japonais, Nichiren, écrit une note remerciant un paroissien pour avoir laissé en offrande des edamame au temple. L'edamame est aussi apparu dans des haikai à l'époque Edo (1603-1868).
La cuisine honzen (本膳料理, honzen ryōri) est celle des samouraïs. Née à l'époque de Muromachi (1336-1573), elle est considérée comme étant la cuisine japonaise formelle à l'époque d'Edo (1600-1868), mais décline à partir de l'époque de Meiji (1868-1912). On la retrouve aujourd'hui sous une forme dérivée dans la région de Kōchi sur l'île de Shikoku, appelée cuisine sawachi (皿鉢料理, sawachi ryōri). Le shojin ryōri est l'un des trois grands types d'alimentation dans le Japon moderne, consistant à respecter strictement une cuisine végétarienne. Introduit au Japon vers 531, il est considéré au XIIIe siècle et adopté par un grand nombre de Japonais.
À l'ancêtre narezushi, les Japonais ont préféré le namanare ou le namanari (生成, なまなれ, なまなり). Pendant la période Muromachi, namanare était le type le plus populaire de sushi. Namanare était du poisson cru enveloppé dans du riz, consommé frais, avant que son goût ne s'altère. Contrairement au primitif narezushi, le namanare est un plat, et plus seulement une méthode de conservation du poisson.
Dans la société médiévale des samouraïs, le processus de préparation de la volaille et la viande commence à être ritualisé. Pendant l'époque (1394-1573), des maîtres du couteau sont reconnus et les méthodes de préparation auparavant limitées à la coupe s'étendent et codifient la façon de couper, les couteaux à utiliser et se développent en écoles se spécialisant suivant les outils et méthodes utilisées.

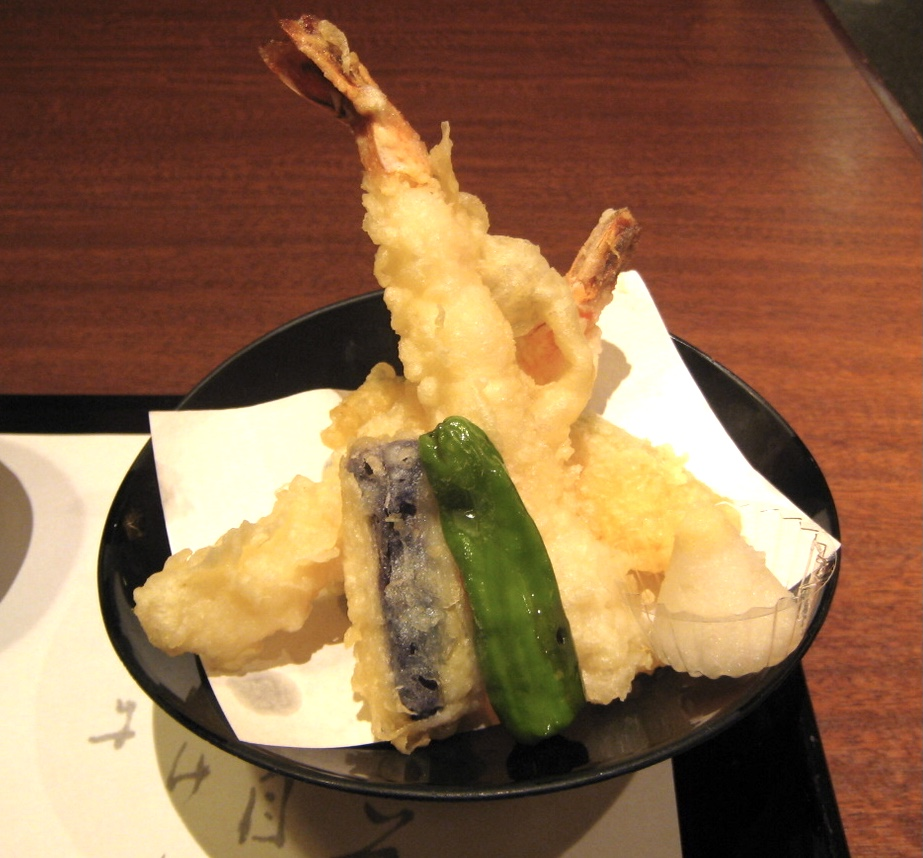
Tempura.

La recette des tempura a été introduite au Japon par des missionnaires jésuites portugais particulièrement actifs de Nagasaki durant le XVIe siècle (1549). Ces jésuites, ont aussi introduit le panko et des plats actuellement encore prisés comme les tonkatsu. L'ensemble des plats, issu de ce mélange de culture entre cuisines portugaise et japonaise, est souvent désigné sous le nom de cuisine nanban (南蛮) (« barbares du sud ») et fait partie des différents apports culturels de cette époque désignés sous le nom d'art Nanban.

### Époque Edo (1603-1868)
L'époque Edo est l'époque dorée de la cuisine japonaise enfin arrivée à maturité[non neutre]. La prospérité économique et l'urbanisation permet à des gens sans cesse plus nombreux de considérer la cuisine comme un plaisir et un art. Le mirin prend une place importante dans la cuisine japonaise, et la quintessence du repas japonais, le kaiseki ryōri, est défini par les marchands et les artistes. À l'époque Edo, le mirin prend la place importante qu'il occupe actuellement dans les recettes.
L'alimentation de l'époque Edo ressemble à celle des Japonais d'aujourd'hui, avec quelques exceptions majeures, notamment l'absence de viande et la présence plus rare du poisson et des produits de la mer. Elle était constituée de trois repas, tout comme aujourd'hui, et reprenait le principe des menus actuels, avec un bol de riz, une soupe et un ou deux accompagnements. De nombreux documents permettent de reconstituer l'alimentation des daimyos qui était différenciée entre les repas ordinaires et cérémoniels.
Les repas ordinaires étaient constitués généralement de riz, d'une soupe, et d'un ou deux plats d'accompagnements, ainsi que de tsukemono. Le saké n'y était pas servi. Le repas cérémoniel, souvent le soir, était un repas formel accompagné d'un rituel de dégustation de saké, et potentiellement d'une fête autour de la boisson, et avait lieu une fois par semaine environ. Les ingrédients les plus communs étaient le riz, le tofu, le daikon, les légumes de saison et les champignons. L'utilisation du poisson dans les menus ordinaires a varié suivant les époques (parfois rarement présents, parfois plus), à l'exception des katsuobushi utilisés comme assaisonnement ; on les consommait plus souvent lors des repas cérémoniels.

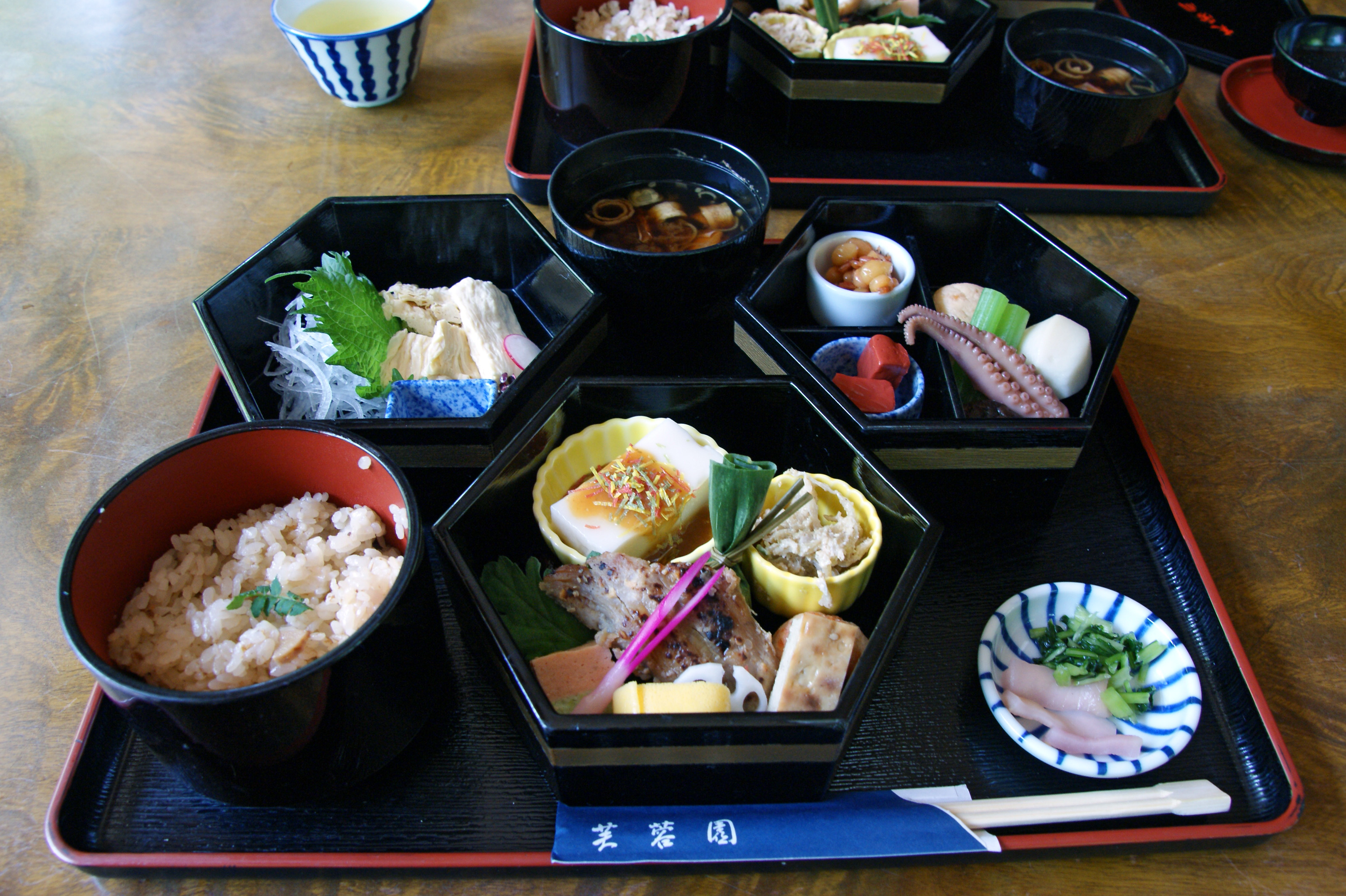
Cuisine kaiseki.

La cuisine kaiseki (会席料理, kaiseki ryōri) est celle des marchands et des artistes. Son origine se confond avec celle de son homonyme kaiseki ryōri (懐石料理) de la cérémonie du thé.
Après le narezushi du VIIIe siècle et le namare médiéval, un troisième type de sushi est introduit, l'haya-zushi (早寿司, 早ずし). Haya-zushi était assemblé de manière que le riz et le poisson puissent être consommés en même temps. Le riz n'était plus utilisé pour sa fermentation mais mélangé à du vinaigre, du poisson, des légumes et divers ingrédients séchés. Ce type de sushi est toujours populaire de nos jours, chaque région en possédant une déclinaison locale.
Au début du XIXe siècle, les yatai, de petites échoppes de rues vendant de la nourriture, deviennent populaires à Edo. C'est à ce moment que le nigiri-zushi (握り寿司) fut créé : consistant en un amas de riz oblong surmonté de poisson cru, il est le sushi connu mondialement. Après le séisme de 1923 de Kantō, les chefs préparant les nigiri-sushi ont quitté Edo et se sont dispersés dans le Japon, popularisant le plat à travers le pays. Aujourd'hui, le sushi mondialement connu est le nigirizushi inventé par Hanaya Yohei (華屋与兵衛; 1799-1858).

## Époque contemporaine

### Introduction de la cuisine étrangère

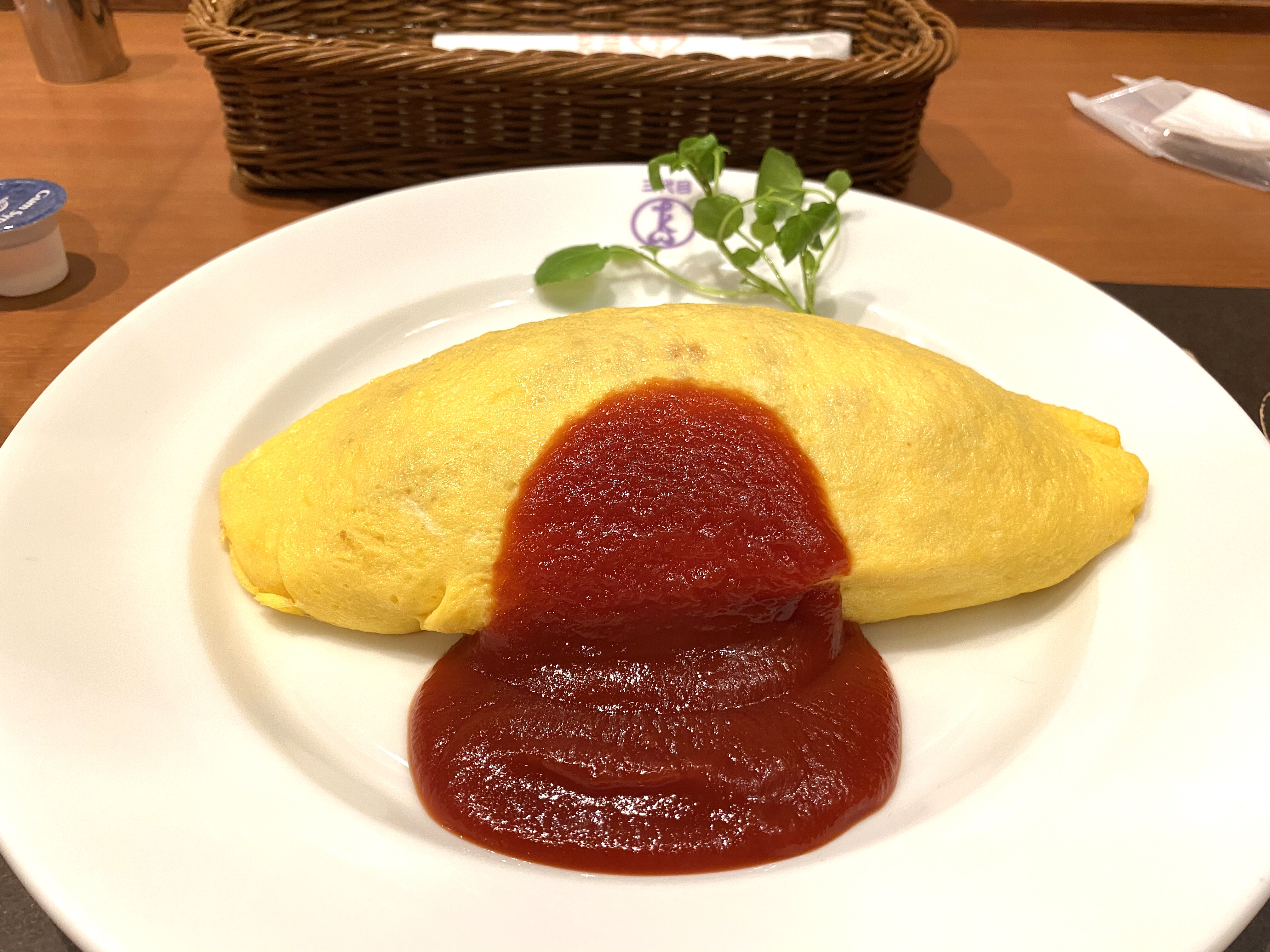
Omurice.

Au début de l'époque Meiji (1868 à 1912), le sakoku (fermeture du pays) fut abrogé par l'empereur Meiji et les idées et les menus de l'ouest étaient considérés comme le futur du Japon. Parmi les réformes, l'empereur a levé l'interdiction de consommer de la viande rouge, et promu la cuisine de l'Occident, qui était perçue comme la cause de la grande taille des Occidentaux. La mutation de l'alimentation japonaise est double : d'une part, des recettes et des techniques étrangères sont introduites, agrandissant la palette de goûts de la cuisine japonaise ; d'autre part, la levée de l'interdiction de manger de la viande fait se développer la consommation de viande, de lait et de pain et entraîne un déclin de la consommation de riz, dont l'apport est supplanté par les protéines animales. Les recettes importées de l'Occident et des pays limitrophes ont été adaptées aux goûts et aux ingrédients locaux. Ces recettes adaptées sont pour la plupart considérées comme japonaises dans les cultures dont elles sont originaires ; inversement, au Japon, elles restent souvent en dehors de la cuisine japonaise, même si elles font partie du patrimoine culinaire japonais.
En cuisine japonaise, yōshoku (洋食, cuisine de l'Ouest) désigne les plats dont la recette a été importée de l'Occident pendant la restauration Meiji et adaptée aux goûts locaux. Ce sont des plats européens qui ont été adaptés, qui ont souvent des noms à consonance européenne, qui sont habituellement écrits en utilisant des katakanas. Ce sont des plats le plus souvent à base de viande, ingrédient nouveau de la cuisine japonaise, dont les origines sont européennes (français, anglais, italiens, etc.). Ces versions japonaises sont souvent assez différentes de leurs versions d'origine.
L'ouverture de véritables restaurants européens, servant des versions plus conformes à leurs recettes d'origine, ont fait prendre conscience de la différence entre les yōshoku et les plats européens dans les années 1980.
L'omurice, le naporitan, les korokke sont des exemples de plats yoshoku. Le curry japonais a été introduit au Japon pendant la même époque, alors que l'Inde était sous l'administration de la Compagnie anglaise des Indes orientales. C'est pour cela que le curry est classé au Japon comme un plat occidental au lieu d'un plat asiatique. Pendant la même période, à cause de l'ouverture du pays, de nombreux plats maintenant populaires ont été importés des cuisines chinoise et coréenne. S’ils ont suivi le même processus d'importation, ces plats ne sont pas des yōshoku puisqu'ils ne sont pas occidentaux. Parmi les plus connus, on peut citer les rāmen, le shabu-shabu ou encore les gyoza. Avec ces plats, de nouvelles techniques de cuisine apparaissent, comme la cuisson sautée au wok, l'itamemono.

### Déclin de la consommation de riz
Sous l'influence des cuisines de l'Occident, la viande, le lait et le pain sont introduits dans la cuisine et les habitudes japonaises. Le lait devient un ingrédient classique de l'alimentation des petits Japonais. Avant la Seconde Guerre mondiale, en 1939, le riz était rationné à 330 grammes par jour et par personne. La consommation moyenne dans les années 2000 est tombée à 165 grammes, l'apport du riz étant remplacé par l'apport de la consommation de viande. Entre les années 1960 et 2000, la consommation de viande a augmenté de 400 %, et au milieu des années 1980, le ratio entre viande et poisson consommé s'est renversé, la viande dépassant le poisson.